# Студенички каменоресци
Студенички каменоресци представљају најстарију и најкомпактнију клесарску групу, уједначену по облику споменика, обради и ликовном садржају. Студенички крај обилује налазиштима квалитетног мермера. Најпознатији мајдани су на планинама Радочело и Чемерно, где је традиција обраде камена наслеђена још из средњег века. Студенички мајстори познати су по изради мермерних надгробника мањих димензија који су широм тадашње Србије продавани као полупроизводи (податке о покојнику урезивали су локални клесари, често и свештеници). У развијеној варијанти, студенички крсташи су украшавани геометријском орнаментиком и стилизованим људским ликовима изведеним помоћу удвојених кружница, по чему су познати и као „цирклаши”.

## Клесарски центри
Богата налазишта мермера у Студеничком крају условила су да се читаве породице баве вађењем и обрадом камена - у месту Годовићи Кундовићи и Дугалићи; у Брезови Балетићи, Ђорићи и Матовићи; у Долцу Бачкуље и Дугалићи; у селу Врх Ковачевићи, а у месту Растиште под Чемерном Ракићи.